# Gaurav Ghei
Gaurav Ghei (25 september 1968) is een golfprofessional uit India. Hij speelt op de Aziatische PGA Tour en heeft in Europa toernooien gespeeld die zowel voor de Aziatische als de Europese PGA Tour tellen.
Ghei won als amateur in 1991 drie grote toernooien waarna hij professional werd. Hij was in 1997 de eerste Indiase speler ooit die zich voor het Brits Open kwalificeerde. Hij miste de cut.

## Carrière

### Gewonnen
Amateur
- 1991: East India Amateur, West India Amateur, North India Amateur

Aziatische Tour
- 1995: Gadgil Western Masters
- 2006: Mercuries Taiwan Masters
- 2007: Pine Valley Beijing Open

Andere
- 1994: Desaru Classic (Maleisië)
- 1999: Asian Nations Cup (Maleisië; individueel)

### Teams
- 1999: Asian Nations Cup (Maleisië)